# Двовимірний простір

Декартова система координат для двовимірного простору

У фізиці та математиці, двовимірний простір — геометрична модель пласкої проєкції нашого Всесвіту. Два виміри називають довжиною і шириною. Розділ геометрії, що займається фігурами на площині називається планіметрія.
Зазвичай, мова йде про двовимірний Евклідів простір.

## Історія
Чотири перших, а також шоста частина «Начал», Евкліда, присвячена пласкій геометрії, і  розглядає такі концепти як подібність фігур, теорема Піфагора, рівність кутів і площин, паралельність, сума кутів трикутника, ознаки рівності трикутника і багато інших тем.

## В геометрії
Двовимірний простір — це математичний простір із двома вимірами, тобто точки мають два ступені свободи: їх розташування можна локально описати за допомогою двох координат або вони можуть рухатися у двох незалежних напрямках. Звичайні двовимірні простори часто називають площинами або, більш загально, поверхнями. До них належать аналоги фізичних просторів, як-от плоскі площини, і вигнуті поверхні, як-от сфери, циліндри та конуси, які можуть бути нескінченними або скінченними. Деякі двовимірні математичні простори не використовуються для представлення фізичних позицій, як-от афінна площина або комплексна площина.

### Система координат
Прямокутна система координат
На площині задаються дві перпендикулярні осі (така система координат ще називається Декартовою), що перетинаються на початку координат. Вони називаються ордината і абсциса, і часто позначаються як x та y. Таким чином, відносно цих осей положення будь-якої точки можна описати двома числами, що будуть позначати відстані від точки до осей.
Полярна система координат

Іншою вживаною системою є полярна система координат, що будується відносно одного променя, а положення точки визначається через відстань до початку координат і кут між осьовим променем і відрізком, що з'єднує точку з початком координат.

Декартова система координат
Полярна система координат

### Політопи
У двовимірному просторі існує нескінченна кількість політопів — багатокутники. В таблиці нижче представлені кілька розповсюджених:

#### Опуклі
Символ Шлефлі {p} представляє правильний p-кутник.
| Назва      | Трикутник (2-сімплекс) | Квадрат (2-куб)   | П'ятикутник      | Шестикутник        | Семикутник          | Восьмикутник       |
| ---------- | ---------------------- | ----------------- | ---------------- | ------------------ | ------------------- | ------------------ |
| Шлефлі     | {3}                    | {4}               | {5}              | {6}                | {7}                 | {8}                |
| Зображення |                        |                   |                  |                    |                     |                    |
| Назва      | Дев'ятикутник          | Десятикутник      | Одинадцятикутник | Дванадцятикутник   | Тринадцятикутник    | Чотирнадцятикутник |
| Шлефлі     | {9}                    | {10}              | {11}             | {12}               | {13}                | {14}               |
| Зображення |                        |                   |                  |                    |                     |                    |
| Назва      | П'ятнадцятикутник      | Шістнадцятикутник | Сімнадцятикутник | Вісімнадцятикутник | Дев'ятнадцятикутник | Двадцятикутник     |
| Шлефлі     | {15}                   | {16}              | {17}             | {18}               | {19}                | {20}               |
| Зображення |                        |                   |                  |                    |                     |                    |

#### Вироджені (сферичні)
Правильний однокутник {1} і правильний двокутник {2} можуть вважатися виродженими правильними многокутниками. Вони можуть існувати у викривлених, неевклідових просторах, таких, наприклад, як поверхня сфери або тора.
| Назва      | Однокутник | Двокутник |
| Шлефлі     | {1}        | {2}       |
| Зображення |            |           |

#### Увігнуті
Існує нескінченно багато увігнутих двовимірних багатокутників, чиї символи Шлефлі позначаються двома числами. Вони також називаються зірчасті многокутники.
| Назва      | Пентаграма | Гептаграма | Гептаграма | Октаграма | Енеаграма | Енеаграма | Декаграма | …n-аграма |
| Шлефлі     | {5/2}      | {7/2}      | {7/3}      | {8/3}     | {9/2}     | {9/4}     | {10/3}    | {n/m}     |
| Зображення |            |            |            |           |           |           |           |           |

### Коло
Гіперсфера в двох вимірах — коло, іноді називається 1-сфера (S1), тому що вона є одновимірним многовидом. В Евклідовому просторі, коло має довжину  2πr, і площу
{\displaystyle A=\pi r^{2}}
де {\displaystyle r} — радіус.

## Двовимірний простір в культурі
Деякі письменники у своїх творах описують персонажів, що діють в двовимірному світі, і незвичайні наслідки цього в їх повсякденному житті. Першим відомим твором цієї тематики стала «Флетландія» Еббота Едвіна, сатирична повість, персонажі якої — пласкі фігури, що живуть на площині.